# 龐多米麵包
龐多米麵包（法語：pain de mie）是一類柔軟且白色或褐色的麵包，這類麵包通常都以切片或包裝的形式販售。
在法語中指「麵包」，而則指麵包中柔軟的部分，即所謂的「麵包內側」。在英語的語境下，常指類似帶蓋吐司麵包條或三明治麵包的麵包。龐多米麵包是同義反覆詞。
龐多米麵包通常含有糖，因此這類麵包比多數的法國麵包來得甜。這類的麵包常用於製作三明治或吐司，這種麵包可在密封的烤盤中烘烤以減少硬皮產生。若不在密閉烤盤中烘烤的話，硬皮可切除（這可在包裝前在工廠中進行），一般販售的龐多米麵包多半呈圓形或方形。

## 參照
1. ↑  "Pain de mie" （页面存档备份，存于） (2015) Meilleur du Chef (French)

## 外部連結
- M. Malouin (1767) Descriptions des arts du meunier, du vermicelier et du boulenger  （页面存档备份，存于）, p. 221, L'Académie des Sciences （法語）